# VIDA Museum & Konsthall

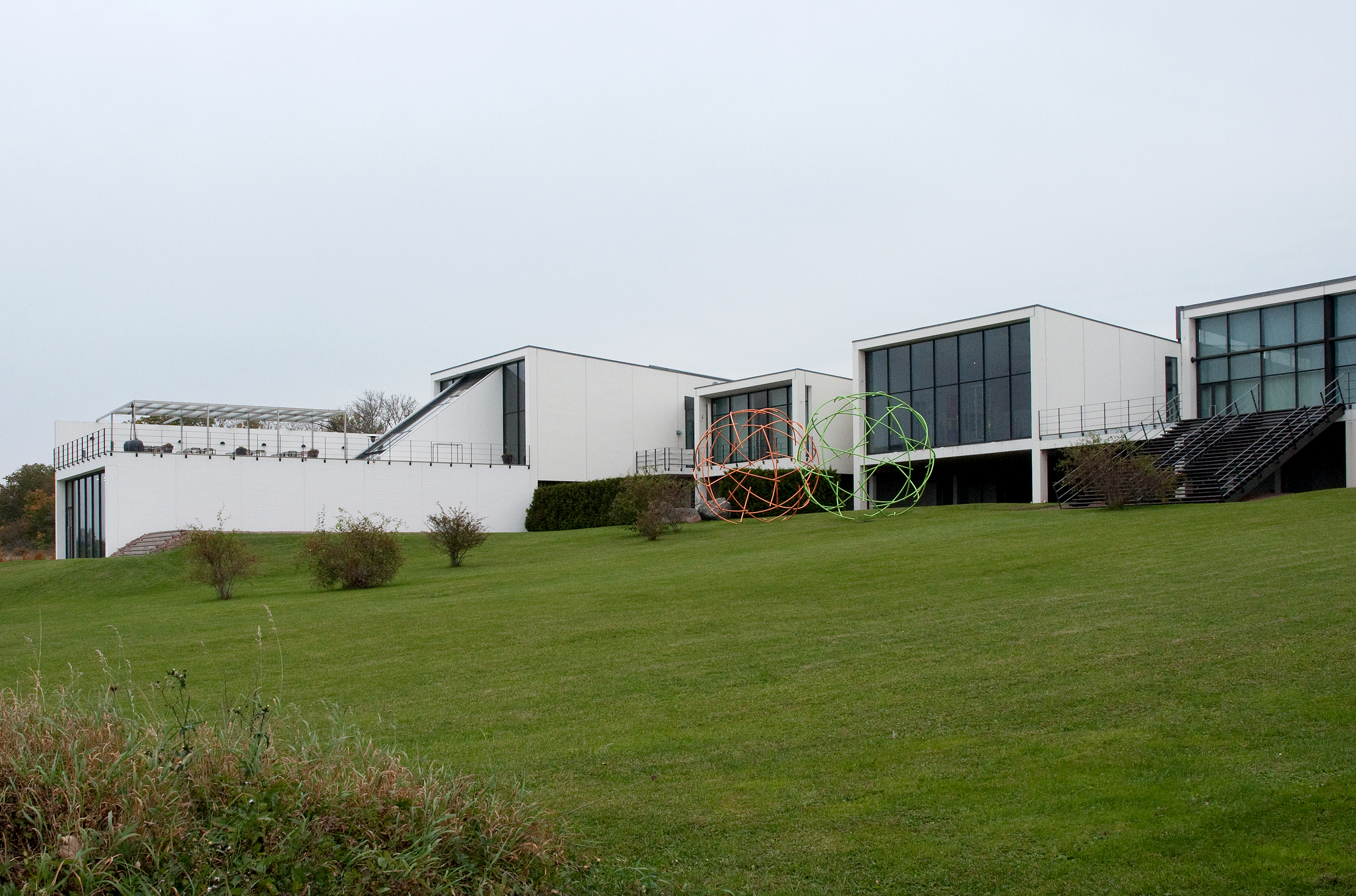
Vida Museum & Konsthall

VIDA Museum & Konsthall är ett privatägt konstmuseum och konsthall 9 km söder om Borgholm på Öland, vid länsväg 136.
Det nu 2000kvm stora VIDA Museum & Konsthall öppnades 2001 och byggdes ut 2003 samt 2005 med nya konsthallar och café. I anläggningen finns fyra konsthallar med tillfälliga utställningar samt två permanenta utställningar med samlingar av konstnärerna Bertil Vallien och Ulrica Hydman-Vallien. Sedan 2016 ägs och drivs VIDA Museum & Konsthall av Hampus Vallien och Emilia Thor.  